# Сєверна Звєзда
Сє́верна Звє́зда (рос. Северная Звезда) — селище у складі Абдулинського міського округу Оренбурзької області, Росія.

## Населення
Населення — 26 осіб (2010; 80 у 2002).
Національний склад (станом на 2002 рік):
- мордва — 84 %